# Кошелівка (Хмельницький район)
Кошелі́вка — село в Україні, у Заслучненській сільській громаді Хмельницького району Хмельницької області. Населення становить 431 особу.

## Історія
Станом на 1886 рік в колишньому власницькому селі Терешківської волості Старокостянтинівського повіту Волинської губернії, мешкало 395 осіб, налічувалось 50 дворових господарств, існували постоялий будинок, водяний і вітряний млини, цегельний завод.
За переписом 1897 року кількість мешканців зросла до 605 осіб (295 чоловічої статі та 310 — жіночої), з яких 567 — православної віри.